# میسلوجین
میسلوجین (به صربی: Mislođin) یک منطقهٔ مسکونی در صربستان است که در اوبرنوواتس واقع شده‌است. میسلوجین ۱۳٫۸۲ کیلومتر مربع مساحت و ۲٬۴۲۴ نفر جمعیت دارد و ۱۷۳ متر بالاتر از سطح دریا واقع شده‌است.